# De Pernas pro Ar (1958)
De Pernas pro Ar é um filme de comédia musical brasileiro lançado em 1957. Produzido pela Herbert Richers, escrito e dirigido por Victor Lima para a Cinedistri. Nos números musicais: Emilinha Borba, Cauby Peixoto, Nelson Gonçalves, Severino Araújo e sua orquestra, e Renata Fronzi (que também atua).

## Elenco
- Ankito...Benedito
- Grande Otelo..Faísca
- Renata Fronzi...Jenny
- Renato Restier...Navalhada
- Darcy Coria...Sofia
- Costinha...Mindinho
- Wilson Grey...Caveirinha
- Roberto Duval...Gualter Galo
- Otelo Zeloni...Garcia
- Moacyr Deriquém...atendente da academia
- Fininho...Dom Ramiro
- Jorge Murad...	Batista
- Procopinho...Abdias
- João Péricles...Detetive
- Paulo Gracindo...apresentador